# Hochschule für Polizei Baden-Württemberg
Die Hochschule für Polizei Baden-Württemberg (kurz HfPolBW) ist eine staatliche Fachhochschule für die Polizei des Landes Baden-Württemberg mit Sitz in Villingen-Schwenningen. Sie wurde 1979 durch Erlass einer Errichtungsverordnung der Landesregierung gegründet.

## Profil
Seit Beginn des Jahres 2014 ist die Hochschule für Polizei Baden-Württemberg für die gesamte Bildung der Polizei des Bundeslandes Baden-Württemberg zuständig. Als Teil der Polizeistrukturreform wurden der akademische Bildungsbetrieb sowie die Wahrnehmung der Aufgaben der Aus- und Fortbildung, des Einsatztrainings, des Führungstrainings, der polizeilichen Auslandseinsätze und der Personalgewinnung unter dem Dach der Hochschule gebündelt.
Im Gegensatz zu anderen Hochschulen stellt sie keine Körperschaft des öffentlichen Rechts dar; sie hat keine eigene Rechtsfähigkeit. Ferner führt auch nicht das Wissenschaftsministerium, sondern das Innenministerium die Aufsicht.
Ein Kuratorium unterstützt die Arbeit der Hochschule für Polizei Baden-Württemberg. Es setzt sich aus Vertretern des Innenministeriums, des Wissenschaftsministeriums, der Polizeiführung des Landes, der Stadt Villingen-Schwenningen, der Gewerkschaften und Berufsverbände sowie der Leitung der Hochschule für Polizei Baden-Württemberg zusammen.

## Organisation
Die Hochschule mit den drei Instituten Fortbildung, Ausbildung und Training sowie Management und Personalgewinnung umfasst einen Personalkörper einschließlich Studierenden und Beamtinnen/Beamten in Ausbildung von über 3 000 Personen. Derzeit hat sie am Campus Villingen-Schwenningen eine Kapazität von rund 1300 Studienplätzen und beschäftigt 61 hauptamtliche Dozenten in den vier Fakultäten Einsatz- und Führungswissenschaften, Kriminalwissenschaften, Rechtswissenschaften und Sozialwissenschaften.
Den Studierenden werden in anwendungsbezogener Lehre die wissenschaftlichen Erkenntnisse und Methoden sowie die berufspraktischen Fähigkeiten und Kenntnisse vermittelt, die zur Erfüllung der Aufgaben des gehobenen Dienstes der Schutz- und Kriminalpolizei erforderlich sind.
Neben der Ausbildung des gehobenen Polizeivollzugsdienstes des Landes Baden-Württemberg absolvieren auch Aufstiegsbeamte für den höheren Polizeivollzugsdienst hier ihr erstes Studienjahr im Rahmen des Studienganges Öffentliche Verwaltung – Polizeimanagement; die weiteren Studienjahre werden an der Deutschen Hochschule der Polizei in Münster absolviert.
Weitere Aufgabenschwerpunkte bilden Forschung, Aus- und Weiterbildung der Polizeibeschäftigten des Landes Baden-Württemberg sowie Aufgaben der Personalgewinnung.

## Geschichte
Die Hochschule für Polizei Baden-Württemberg wurde im Jahr 1979 unter dem Namen Fachhochschule Villingen-Schwenningen gegründet und ist damit die älteste Einrichtung dieser Art in Deutschland. Im Zuge der allgemeinen Umbenennung aller Fachhochschulen in Baden-Württemberg in „Hochschule“ wurde auch hier die Bezeichnung von Fachhochschule Villingen-Schwenningen – Hochschule für Polizei geändert. Im Rahmen der Polizeistrukturreform erhielt sie schließlich die Bezeichnung „Hochschule für Polizei Baden-Württemberg“.

### Vorkommnisse
- Im Februar 2020 wurden sieben Polizeischüler wegen nationalsozialistischer, antisemitischer und frauenfeindliche Äußerungen entlassen.
- Im Mai 2023 durfte ein Dozent nicht mehr unterrichten wegen des Vorwurfs von grenzüberschreitendem Verhalten gegenüber Polizistinnen.